# Samuel Petrone
Samuel Petrone, född 6 juli 1989 i Glen Rock, New Jersey, är en amerikansk fotbollsspelare (anfallare) som spelar för Rochester Rhinos. 
Han har tidigare spelat för Seton Hall Pirates i amerikanska collegeligan och Mjällby AIF i Allsvenskan.